# Macroptilium psammodes
Macroptilium psammodes là một loài thực vật có hoa trong họ Đậu. Loài này được (Lindm.) S. I. Drewes & R. A. Palacios miêu tả khoa học đầu tiên năm 1994.